# Месје 87
Месје 87 (М87) је елиптична галаксија у сазвежђу Девица која се налази у Месјеовом каталогу објеката дубоког неба са око 1 трилион звезда. Она је једна од најмасивнијих галаксија у локалном свемиру. Месје 87 има велику популацију збијених звезданих јата - око 12.000 у поређењу са 150–200 који круже око Млечног пута - и млаз енергетичне плазме који потиче из језгра и протеже се у најмање 1.500 парсека (4.900 светлосних година), путујући релативистичком брзином. То је један од најсјајнијих радио извора на небу и популарна је мета како за аматере тако и за професионалне астрономе.
Деклинација објекта је + 12° 23' 26" а ректасцензија 12h 30m 49,4s. Привидна величина (магнитуда) објекта М87 износи 8,6 а фотографска магнитуда 9,6. Налази се на удаљености од 16,293 милиона парсека од Сунца. М87 је још познат и под ознакама NGC 4486, UGC 7654, MCG 2-32-105, CGCG 70-139, ARP 152, VCC 1316, IRAS 12282+1240, 3C 274, Virgo A, PGC 41361.

## Историја посматрања
Године 1781, француски астроном Шарл Месје објавио је каталог од 103 објекта који су имали небулозан изглед као део списка намењеног идентификацији објеката који би се иначе могли помешати са кометама. У каснијој употреби, сваки унос у каталогу имао је префикс „М“. Тако је М87 био осамдесет седми објекат наведен у Месјеовом каталогу. Током 1880-их, тај објекат је укључен као NGC 4486 у Нови општи каталог маглина и звезданих јата који је саставио данско-ирски астроном Јохан Дрејер, а који је он засновао првенствено на запажањима енглеског астронома Џона Хершела.
Године 1918, амерички астроном Хебер Картис из Ликске опсерваторије приметио је недостатак спиралне структуре код М87 и уочио „чудан раван зрак ... очигледно повезан са језгром танком линијом материје“. Зрак се најсјајније појављивио у близини галактичког центра. Следеће године, супернова унутар М87 достигла је врхунац фотографске магнитуде од 21,5, мада се о овом догађају није било извештаја док руски астроном Инокенти А. Балановски није прегледао фотографске плоче 1922. године.

### Identification as a galaxy
Године 1922. амерички астроном Едвин Хабл је категорисао М87 као једну од светлијих глобуларних маглина, јер јој је недостајала било каква спирална структура, али као и спиралне маглине, чини се да припада породици негалактичких маглина. Године 1926, он је произвео нову категоризацију, разликујући екстрагалактичке од галактичких маглина, од којих су прве независни звездани системи. М87 је класификован као тип елиптичне екстрагалактичке маглине без очигледног издужења (класа Е0).
Године 1931. Хабл је описао М87 као члана јата Девица и дао привремену процену од 1,8 милиона парсека (5,9 милиона светлосних година) од Земље. Тада је то била једина позната елиптична маглина за коју су се могле видети појединачне звезде, мада је истакнуто да се на таквим растојањима не могу разликовати глобуларна јата од појединачних звезда. У свом Царству маглина из 1936. године, Хабл испитује тадашњу терминологију; неки астрономи су вангалактичке маглине означили као спољне галаксије на основу тога што су били то звездани системи на великим удаљеностима од наше галаксије, док су други преферирали конвенционални термин екстрагалактичке маглине, јер је галаксија тада била синоним за Млечни пут. Насавило се са означавањем М87 као екстрагалактичке маглине, бар до 1954.

### Савремена истраживања
Године 1947, идентификован је проминентни радио извор, Девица А, који се преклапао са локацијом М87. Тај извор је потврђен као М87 до 1953. године, а као узрок предложен је линеарни релативистички млаз који излази из језгра галаксије. Овај млаз се протезао од језгра под позционим углом од 260° до угаоне удаљености од 20″ са угаоном ширином од 2″. У периоду 1969–70 утврђена је да је снажна компонента радио емисије уско усклађена са оптичким извором млаза. Године 1966, ракета Аероби 150 Америчке морнаричке истраживачке лабораторије идентификовала је Девицу X-1, први рендгенски извор у Девици. Ракета Аероби, лансирана са лансирног центра Вајт Сандс 7. јула 1967. године, произвела је додатне доказе да је извор Девица X-1 радио галаксија М87. Накнадна рентгенска посматрања HEAO 1 и Ајнштајнове опсерваторије показала су сложен извор који је обухватио активно галактичко језгро М87. Међутим, постоји мало централне концентрације рендгенске емисије.

## Најближиобјекти
Следећи списак садржи десет најближих NGC/IC објеката.[c]
| Име       | Удаљеност од 4486 (угловних минута)[c] | Ректасцензија (J2000) | Деклинација (астрономија) (J2000) | Тип                        |
| --------- | -------------------------------------- | --------------------- | --------------------------------- | -------------------------- |
| IC 3443   | 0,12                                   | 12h 31m 15,6s         | +12° 19′ 56″                      | елиптична галаксија (E-S0) |
| NGC 4486A | 0,12                                   | 12h 30m 57,7s         | +12° 16′ 16″                      | елиптична галаксија (E2)   |
| NGC 4486B | 0,12                                   | 12h 30m 32,0s         | +12° 29′ 26″                      | елиптична галаксија (E0)   |
| NGC 4478  | 0,15                                   | 12h 30m 17,3s         | +12° 19′ 43″                      | елиптична галаксија (E2)   |
| NGC 4476  | 0,21                                   | 12h 29m 59,0s         | +12° 20′ 55″                      | елиптична галаксија (E-S0) |
| IC 3463   | 0,32                                   | 12h 32m 5,0s          | +12° 19′ 12″                      | двострука звезда (*2)      |
| IC 3459   | 0,35                                   | 12h 31m 55,9s         | +12° 10′ 29″                      | неправилна галаксија (Im)  |
| IC 3440   | 0,37                                   | 12h 31m 5,1s          | +12° 1′ 46″                       | елиптична галаксија (E0)   |
| IC 3445   | 0,37                                   | 12h 31m 19,4s         | +12° 44′ 16″                      | елиптична галаксија (E?)   |
| IC 3457   | 0,37                                   | 12h 31m 51,4s         | +12° 39′ 26″                      | елиптична галаксија (E3)   |